# Lithacodia deceptoria
Lithacodia deceptoria är en fjärilsart som beskrevs av Giovanni Antonio Scopoli 1763. Lithacodia deceptoria ingår i släktet Lithacodia och familjen nattflyn. Inga underarter finns listade i Catalogue of Life.